# Харт, Джон Лаймонд
Джон Лаймонд Харт (англ. John Limond Hart; 1921 — 2002) — сотрудник ЦРУ и автор. Известен составлением аналитического отчета о расследовании дела советского перебежчика Ю.А. Носенко (1978). Отчет Харта вошел в историю ЦРУ под  неформальным названием «Чудовищный заговор» (англ. Monster plot).

## Ранние годы
Родился в Миннеаполисе, США. В детстве жил в Албании и на Ближнем Востоке, где его отец занимал дипломатические посты. Закончил Чикагский университет, затем получил диплом магистра по психологии в университете Джорджа Вашингтона. Во время Второй Мировой войны служил в армейской разведке в Европе, награжден медалью Бронзовая Звезда. 

## Карьера в ЦРУ
В 1948 году, находясь в Италии, поступил на работу в Управление планирования ЦРУ (в настоящее время Управление операций). Затем служил в Корее, Таиланде и Морокко. Во время Вьетнамской войны был назначен старшим советником по разведке в штате посла США во Вьетнаме Эллсворта Банкера и затем при штабе командующего американскими силами во Вьетнаме ген. Уильяма Уэстморленда. 

### Дело Носенко
Находясь в должности главы Европейского отделения ЦРУ (1968 — 1971), получил задание главы ЦРУ Ричарда Хелмса разобраться в деле советского перебежчика Юрия Носенко. Носенко бежал на Запад 1964 году всего через месяц после убийства президента Джона Кеннеди и сообщил ЦРУ, что имеет доказательства связи подозреваемого в убийстве Кеннеди Ли Харви Освальда с КГБ СССР. Глава контрразведки ЦРУ Джеймс Энгелтон заподозрил Носенко в двойной игре, в результате чего Носенко три года провел в тюрьме, подвергаясь постоянным допросам. В конце концов Носенко выпустили, дали новое имя и должность консультанта в Вашингтоне, но его дело внесло глубокий раскол в коллектив контрразведки ЦРУ на советском направлении. 
В 1978 году Джон Харт выступил перед комиссией Конгресса с докладом о расследовании дела Носенко. Харт засвидетельствовал, что обращение с Носенко было «контрпродуктивным» и создало большой объем дезинформации. Работая с делом Носенко, Харт развил свое понимание психологии перебежчиков из Восточного блока и впоследствии составил секретный отчет на эту тему. Работа Харта привела к значительным переменам в работе ЦРУ с агентами-перебежчиками советского блока.

### В отставке
После выхода в отставку работал консультантом по безопасности в министерстве финансов США.

## Награды
Был дважды награжден ведомственной медалью ЦРУ.

## Семья
Был дважды женат, имеет двух дочерей и семерых внуков.

### Комментарии
1. ↑  Носенко вышел на контакт с ЦРУ в 1962 году в Женеве и предложил продать известные ему секретные сведения, для того чтобы покрыть свои расходы на алкоголь.
2. ↑  Харт был специалистом по психологии перебежчиков из Восточного блока[1].
3. ↑  Отчет Харта получил в ЦРУ неформальное название «Чудовищный заговор» (The Monster plot)[3]
4. ↑  После выхода в отставку, Харт изложил свой опыт работы с перебежчиками в книге The CIA Russians (2003)